# Cuspidaria morganae
Cuspidaria morganae is een tweekleppigensoort uit de familie van de Cuspidariidae. De wetenschappelijke naam van de soort is voor het eerst geldig gepubliceerd in 2011 door Allen.